# Galeria Pestka
Galeria Pestka – trójkondygnacyjne centrum handlowe w Poznaniu, położone na Winiarach, przy Alejach Solidarności 47. 

## Charakterystyka
Łączna powierzchnia handlowa galerii wynosi 42 tys. m². Obiekt posiada zewnętrzny i podziemny bezpłatny parking na blisko 1000 miejsc oraz udogodnienia na potrzeby osób niepełnosprawnych. 
W Galerii Pestka znajduje się ponad 70 punktów handlowych (m.in. Carrefour, Media Markt, C&A, Intersport, Kappahl), usługowych i gastronomicznych (North Fish i KFC).
Centrum położone jest w bezpośrednim sąsiedztwie Poznańskiego Szybkiego Tramwaju (stacja Aleje Solidarności). Pylon reklamowy stojący w strefie wejściowej ma 50 m wysokości i według informacji podawanych przez stronę galerii jest najwyższym tego typu obiektem w Poznaniu.
Za zarządzanie i komercjalizację Galerii Pestka odpowiada firma Multi Corporation, jeden z największych właścicieli, zarządców oraz deweloperów wysokiej jakości centrów handlowych w Europie oraz Turcji.